# سنگ زیربنا

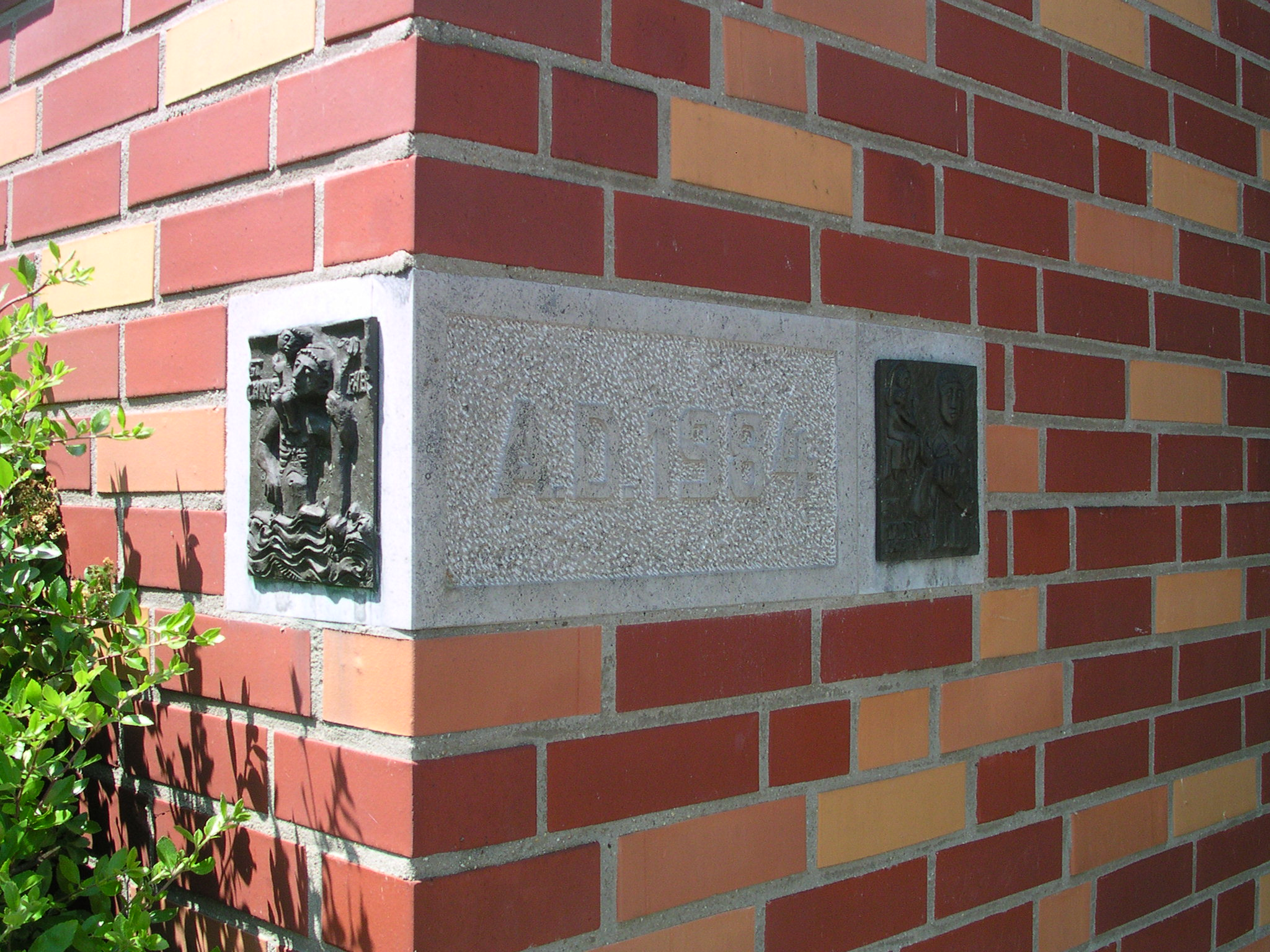
یک سنگ زیربنا

سنگ زیربنا اولین سنگ در ساخت پی یک بنا است و همه سنگ‌های دیگر با ارجاع به آن تنظیم می‌شوند از این رو موقعیت کل ساخت‌وساز را مشخص می‌کند.
در طول زمان، یک سنگ زیربنا، یا یک کپی آن، یک سنگ بنایی تشریفاتی می‌شود که در جایی ثابت، با توضیحات که تاریخ ساخت و نام‌های معمار، کارگر ساختمان و سایر اشخاص قابل مهم، بیرون از بنا قرار می‌گیرد. مراسم قرار دادن سنگ زیربنا یک عنصر فرهنگی مهم در معماری شرقی و معماری مذهبی به طور عمومی است.